# Zピンチ
Zピンチとはプラズマを流れる電流が周囲に磁場を形成して自己収縮して自発的に高温高密度状態を作り出す物理現象。

## 概要
ピンチ効果によってプラズマを流れる電流が周囲に磁場を形成して生じたローレンツ力でプラズマ自体が周囲の磁気エネルギーを取り込んで自己収縮する性質で自発的に高温高密度状態を作り出す。
「ピンチ効果」という語彙はもともとは自己収縮するプラズマのことを指していて、L.Tonksがアーク放電が起きるとプラズマを流れる電流が周囲に磁場を形成してプラズマ自体が周囲の磁気エネルギーを取り込んで自己収縮するため電流が細く集中する現象に対してつけた。

## 用途

### 核融合
1950年代に研究が開始された当初は核融合を目的に開発されていたが、不安定性を克服できず、一時期は下火になっていた。近年ではZピンチで直接核融合を起こすのではなく、ZマシンのようにZピンチからの強力な放射を慣性核融合のドライバーとして利用しようという研究が進められ、再び研究が活発になりつつある。

### 極端紫外線光源
ガスパフZピンチの出現により、ZピンチがEUV光から軟X線の領域での強力なパルス光源として再認識されるようになり極端紫外線リソグラフィで使用される極端紫外線光源としての開発が進められる。